# تورنیتز
تورنیتز (به آلمانی: Türnitz) یک شهر بازاری و municipality of Austria در اتریش است که در Lilienfeld District واقع شده‌است.

## خصوصیات
تورنیتز ۲٬۰۵۰ نفر جمعیت دارد.